# De Kring van de Rue Royale
De Kring van de Rue Royale (Frans: Le Cercle de la rue Royale) is een schilderij van James Tissot uit 1866. Sinds 2011 maakt het deel uit van de collectie van het Musée d'Orsay in Parijs.

## Geschiedenis van de kring
De Kring van de Rue Royale, opgericht in 1852, was oorspronkelijk een bijeenkomst van een paar zorgvuldig uitgekozen vrienden. Zij waren allemaal verwant aan de leden van de Jockey Club, maar moesten door hun jonge leeftijd wachten voordat ze zelf lid konden worden van deze exclusieve vereniging. Vanaf 1854 kwam de kring bijeen in de rue Royale, die leidt van de Place de la Concorde naar de Place de la Madeleine. 
In zijn geschiedenis is de kring een aantal maal gefuseerd met andere verenigingen en in nieuwe samenstellingen weer opgericht. Dit gebeurde ook in 1864 toen de meerderheid van de leden ervoor koos om samen te gaan met de Cercle agricole, een van de exclusiefste clubs van Parijs. Een minderheid besloot onmiddellijk zich af te scheiden, maar zowel de naam als het pand te behouden. Mogelijk staan twaalf leden van deze nieuwe kring op het schilderij.
Aan het einde van de negentiende eeuw had de Kring van de Rue Royale meer dan zeshonderd leden uit de hogere burgerij en vooral de adel. Door in 1916 te fuseren met de Cercle de l'Union, opgericht door Prins Talleyrand in 1828, ontstond de Nouveau Cercle de l'Union, die nog steeds bestaat.

## Geschiedenis van het schilderij
Tissot ontving in 1866 zesduizend frank voor dit groepsportret. Elk van de geportretteerden betaalde 500 frank. Het schilderij werd waarschijnlijk in een van de salons van de kring tentoongesteld, maar daarna besliste een loting wie het in bezit zou krijgen.  Baron Rodolphe Hottinguer won deze trekking. Omdat hij uiteindelijk ook de laatste overlevende van de groep zou zijn, werd het schilderij doorgegeven aan zijn nakomelingen. Het Musée d'Orsay kon het werk in 2011 voor bijna vier miljoen euro verwerven.

## Voorstelling
Op dit grote schilderij, dat wordt beschouwd als het belangrijkste werk van Tissot, zijn de twaalf modellen te zien, samengebracht in een zeer bijzonder groepsportret. Het balkon, dat uitkijkt op de Place de la Concorde, hoort bij het Hôtel de Coislin, het meest oostelijke van de vier gebouwen die Ange-Jacques Gabriel achter een gemeenschappelijke gevel gebouwd had.
Alsof ze op een soort Olympus zijn, versierd met zuilen en pilasters, domineren de personages vanaf hun hoge positie de stad, die grotendeels onzichtbaar blijft.  Alleen de daken van het Palais de l'Industrie (in 1896 gesloopt) steken uit het boven gebladerte van de Champs-Élysées. Door de balustrade zijn een koets en een paartje op het plein te zien. Tissot besteedde veel zorg aan het weergegeven van de kostuums en accessoires. Ze weerspiegelen de smaak van de aristocratie in die tijd.  
De mannen op het balkon, de meeste rond de dertig jaar oud, komen uit de oudste Franse aristocratische families, of uit recentere adel zoals Baron Hottinguer, erfgenaam van een protestantse bank. Ze zouden ook in de decennia die volgden opmerkelijke figuren van de Franse high society blijven. 
Van van links naar rechts zijn te zien:
- Alfred de Faÿ de La Tour-Maubourg (1834-1891), markies de La Tour Maubourg;
- Alfred du Lau d'Allemans (1833-1919), markies du Lau d'Allemans;
- Étienne de Ganay (1833-1903), graaf van Ganay;
- Julien de Rochechouart (1830-1879), graaf van Rochechouart;
- Kapitein Coleraine Vansittart (1833-1886), een Brit.
- René de Cassagne de Beaufort de Miramon (1835-1882), markies de Miramon;
- Rodolphe Hottinguer (1835-1920), Baron Hottinguer;
- Maurice de Ganay (1832-1893), markies de Ganay (oudere broer van Étienne de Ganay);
- Charles Gaston Esmangart de Saint-Maurice (1831-1905), graaf van Saint Maurice;
- Edmond de Polignac (1834-1901), prins van Polignac;
- Gaston de Galliffet (1830-1909), markies de Galliffet;
- Charles Haas (1833-1902).

De enige man die niet van adel was op het schilderij was Charles Haas, een bekeerling van joodse afkomst. Marcel Proust nam hem als voorbeeld voor Swann in zijn in zeven delen verschenen roman À la recherche du temps perdu.

En toch, beste Charles Swann, die ik heb gekend toen ik nog zo jong was en u dicht bij het graf, is het omdat degene die u als een kleine imbeciel moet hebben beschouwd, u tot held van een van zijn romans heeft gemaakt, dat de mensen weer over u beginnen te praten en dat u misschien zult leven. Als op het schilderij van Tissot dat het balkon van de Kring van de rue Royale voorstelt, waar u tussen Galliffet, Edmond de Polignac en Saint-Maurice staat, iedereen zoveel over u praat, komt dat omdat iedereen ziet dat er een paar eigenschappen van u in het karakter van Swann zitten.

(Et pourtant, cher Charles Swann, que j'ai connu quand j'étais encore si jeune et vous près du tombeau, c'est parce que celui que vous deviez considérer comme un petit imbécile a fait de vous le héros d'un de ses romans, qu'on recommence à parler de vous et que peut-être vous vivrez. Si dans le tableau de Tissot représentant le balcon du Cercle de la rue Royale, où vous êtes entre Galliffet, Edmond de Polignac et Saint-Maurice, on parle tant de vous, c'est parce qu'on voit qu'il y a quelques traits de vous dans le personnage de Swann. )
— À la recherche du temps perdu, Marcel Proust

## Afbeelding

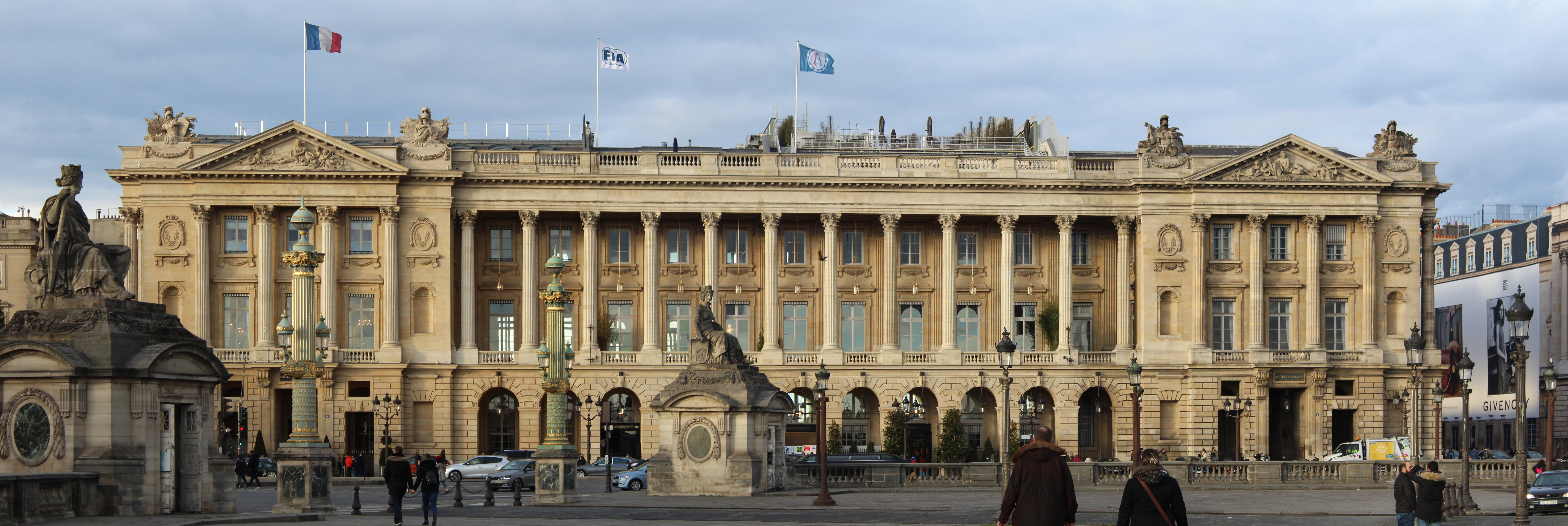
Hôtel de Coislin (rechts)